# Сюзанна Мане
Сюзанна Мане (уроджена Лейнгофф, нід. Leenhoff), (30 жовтня 1829, Делфт — 8 березня 1906, Париж) — нідерландська піаністка та дружина художника Едуара Мане.

## Життєпис
Сюзанна Лейнгофф народилася 30 жовтня 1829 в Делфті, проте її свідоме дитинство та юність пройшли в маленькому містечку на півдні Нідерландів Зальтбоммел, у якому її батько Ян Каролюс Лейнгофф був церковним карильйонером.
Як стверджує Арно ван Анрой наприкінці літа 1842 року Ференц Ліст, подорожуючи з Бонна до Лондона пропливав по ріці Вааль через Зальтбоммел. Зацікавившись звуками карильйона він познайомився з карильйонером і був запрошений зупинитися в будинку Лейнгоффів. Там він почув, як Сюзанна грає на фортепіано. Ліст був настільки захоплений її грою, що порадив продовжити музичну освіту в Парижі. Він також порекомендував відповідних вчителів та пообіцяв забезпечити її студентами, щоб вона могла отримати кошти на навчання. 
Немає інших джерел, які б підтвердили перебування Ліста в родині Лейнгоффів у Зальтбоммелі. Хоча збереглися  документи, які свідчать про те, що Ліст в листопаді 1842 року пропливав рікою Вааль через Неймеген під час подорожі кораблем з Кельна до Роттердама. 
Наприкінці 1840-х років Сюзанна разом з матір'ю, братами й сестрами виїхала до Парижа, де жила її бабуся. 
На той час за нею укріпилася слава чудової піаністки. 
На переломі половини ХІХ століття Огюст Мане запросив Сюзанну Лейнгофф стати вчителькою гри на фортепіано для його синів Ежена і Густава, молодших братів Едуара Мане.
Між Сюзанною і Едуаром виникли особисті стосунки, які вони утримували в таємниці, особливо від батька Едуара. Між сином і батьком були напружені стосунки, оскільки суддя Огюст Мане не схвалював бажання сина стати художником і наполягав, щоб він став правником. 

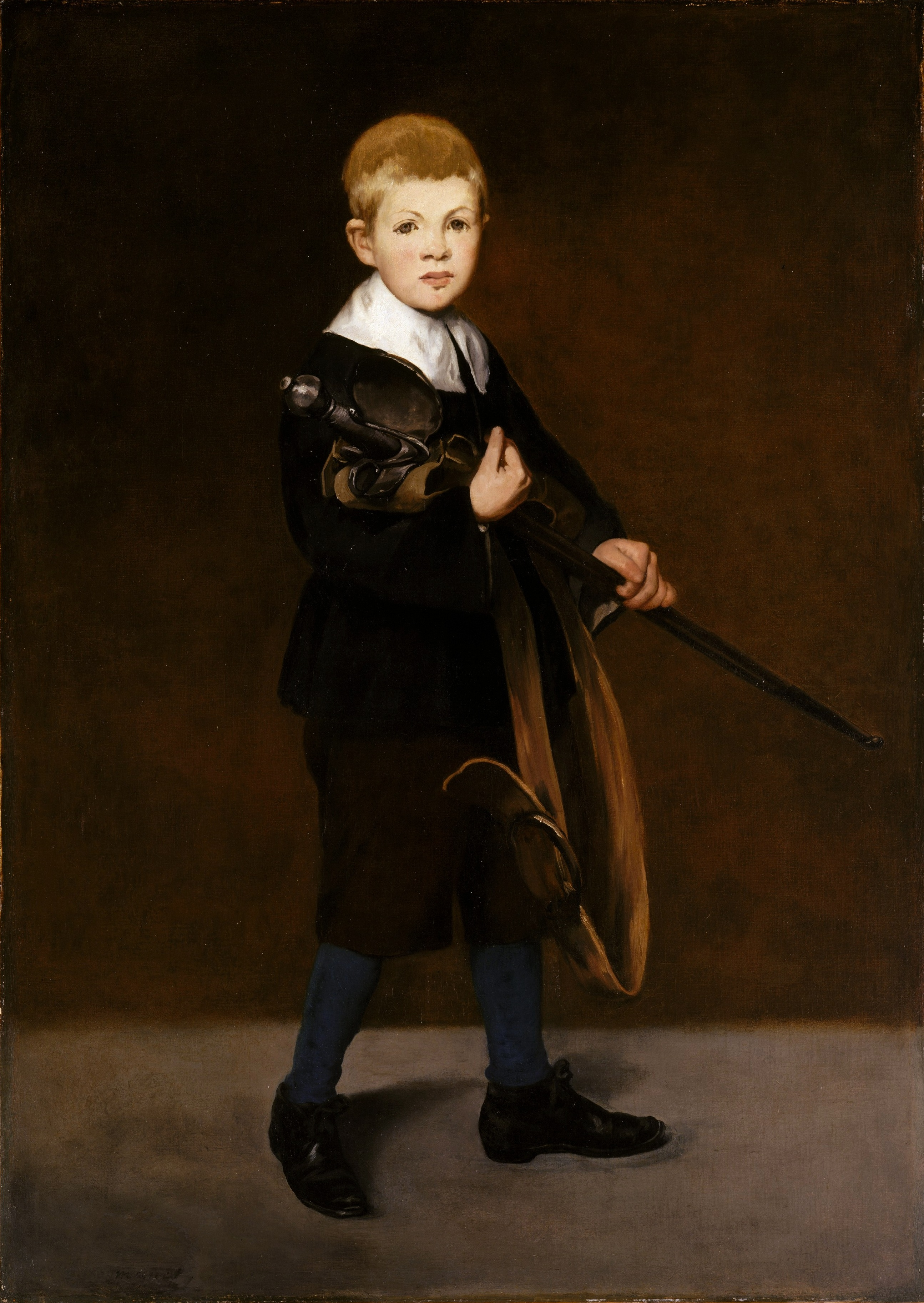
Едуар Мане "Хлопчик із мечем" (1861 рік, Метрополітен-музей, Нью-Йорк)

29 січня 1852 р. Сюзанна Лейнхофф народила поза шлюбом сина Леона-Едуарда Коеллу. У свідоцтві про народження матір'ю була вказана Сузанна Лейнгофф, а батьком «Коелла», особа якого ніколи не була зідентифікована, ймовірно, вигадана. 
Від родини Мане приховали народження дитини, а пізніше Леон був представлений сім'ї Мане та паризькому суспільству як молодший брат Сюзанни на ім’я Леон Лейнгофф. Щодо особи батька Леона досі немає однозначності: припускають, що батьком був Едуар Мане, хоча недавні дослідження свідчать про можливе батьківство Огюста Мане.
Леон був охрещений у 1855 році . Хрещеним батьком Леона був Едуар Мане, який ніколи публічно не підтверджував, що Леон є його сином.
Леон часто позував для Едуара Мане. Найвідомішою картиною з ним є «Хлопчик з мечем».
Огюст Мане став на заваді, коли син надумав одружитися з Сюзанною Лейнгофф, бо шлюб з нею вважав нерівним і непотрібним для їх родини мезальянсом. 
Сюзанна й Леон мешкали під одним дахом у бабусі Сюзанни з братами Сюзанни скульптором Фердинандом Лейнгоффом та художником Рудольфом Лейнгоффом. 
Лише після смерті батька Едуар Мане стає фінансово незалежним як законний спадкоємець і бере шлюб з улюбленою жінкою.
Сюзанна Лейнгофф і Едуар Мане одружилися 28 жовтня 1863 року в Зальтбоммелі, через рік після смерті Огюста Мане. Після урочистого вінчання в церкві Святого Мартина вони повернулися до Парижа, де замешкали разом з Леоном і матір'ю Едуара Ежені Мане. 
Сюзанна, як чудова піаністка, влаштовувала щонедільні музичні салони. Її улюбленими композиторами були Ріхард Вагнер, Людвіг ван Бетховен, Роберт Шуман.
Після смерті Едуара Мане в 1883 році Сюзанна жила в домі свого кузена у Женвілі, а наприкінці життя разом з сином в Парижі. Через фінансову скруту, вона була вимушена розпродувати картини чоловіка.
Сюзанна Мане померла 8 березня 1906 року. Похована як і її чоловік на цвинтарі Пассі.

## Портрети Сюзанни роботи Мане
Спокійна, повна і заспокійлива фігура Сюзанни, яку Берта Морізо ніжно називала «велика Сюзанна», часто зустрічається в роботах Мане. Після одруження в 1863 році Мане зробив лише шість портретів своєї дружини. 
- У картині «Мадам Мане за фортепіано» художник підкреслює її великий талант гри на цьому інструменті.
- Швидше за все, це вона позувала до карини «Здивована німфа» (La Nymphe Surprise).
- Картина «Читання» представляє Сюзанн Мане, яка уважно слухає сина Леона.
- Картина «Белв'ю» з передмістя Парижа, де подружжя провело літо 1880 року, останній портрет своєї дружини Мане.

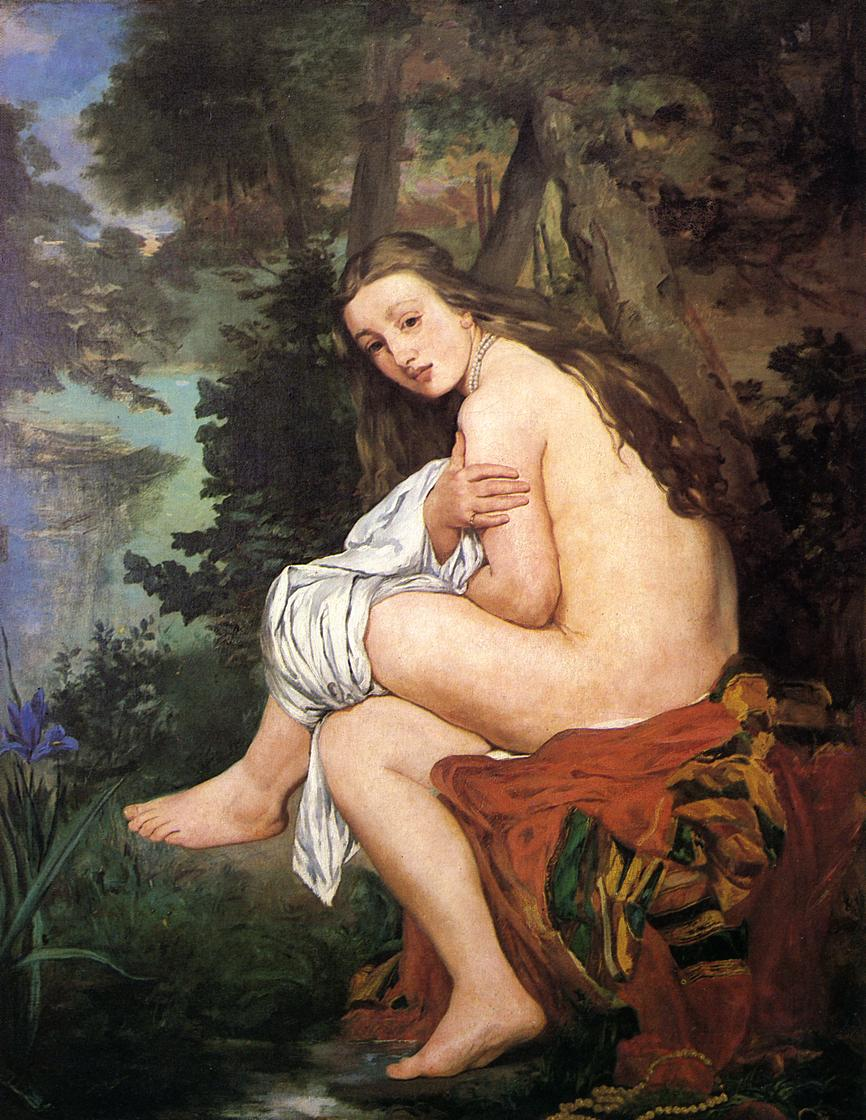
Здивована німфа, 1859-1861, Національний музей образотворчого мистецтва (Аргентина)
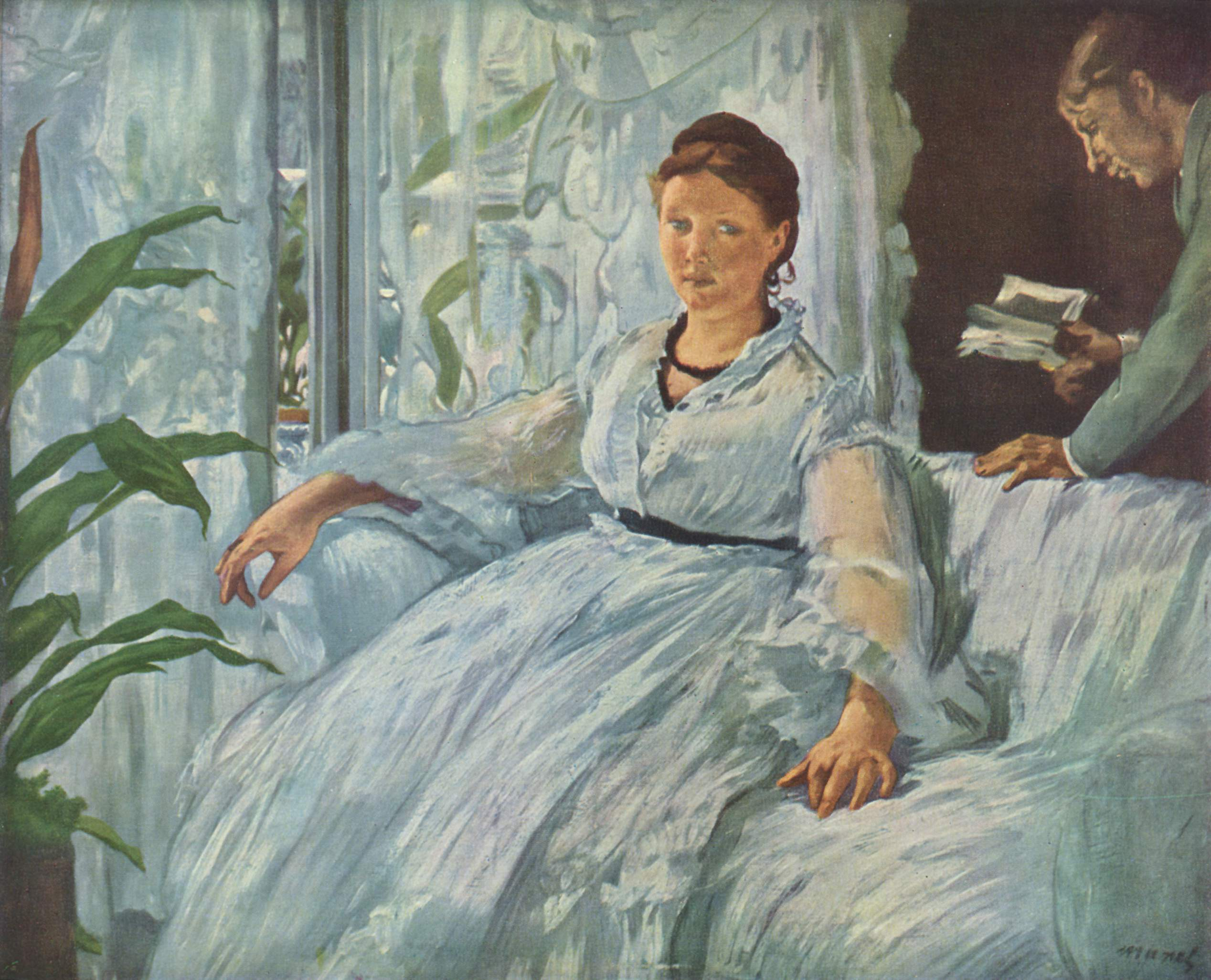
Читання, 1868, музей Орсе, Париж
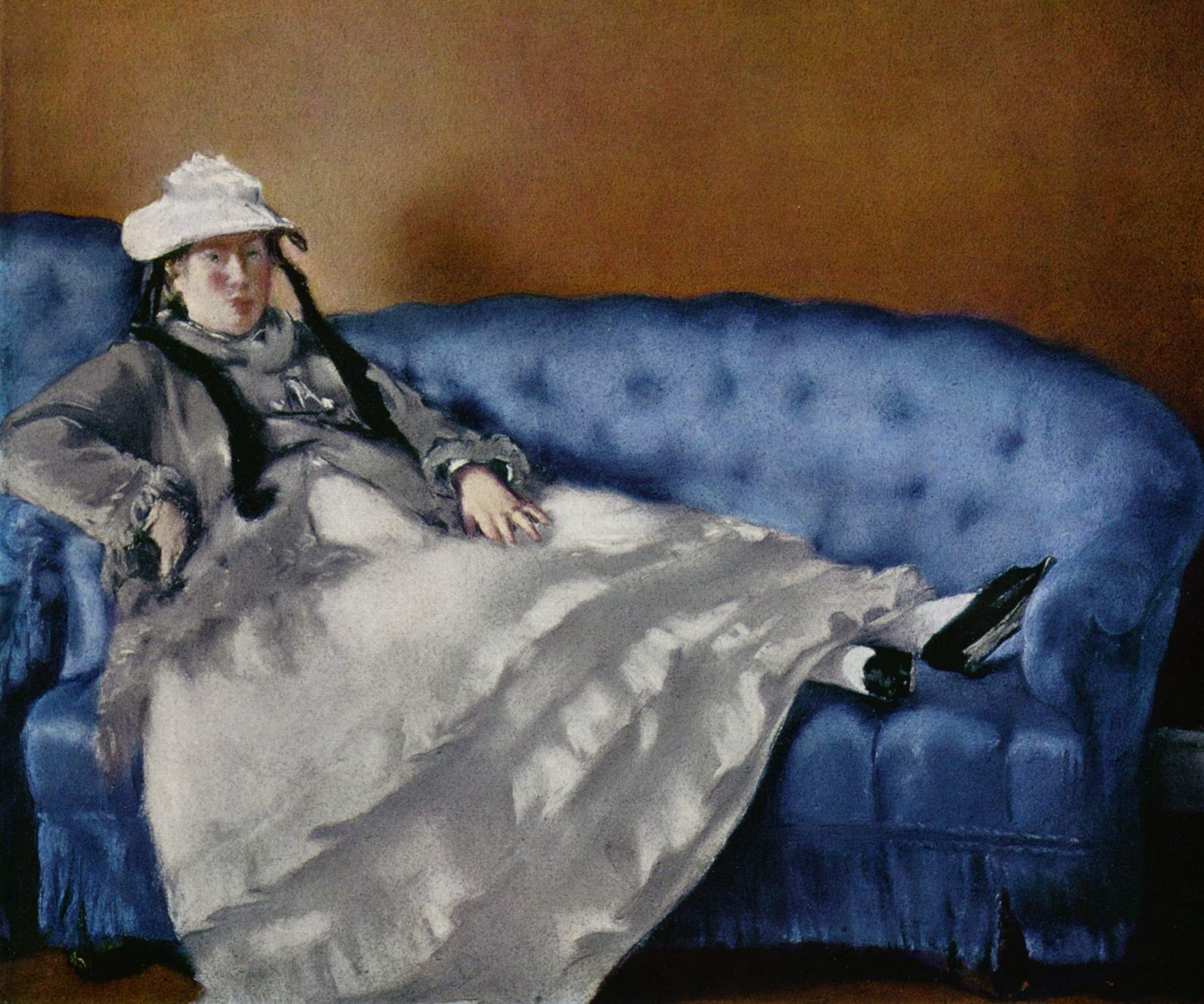
Мадам Мане на синій софі, 1874, музей Орсе, Париж
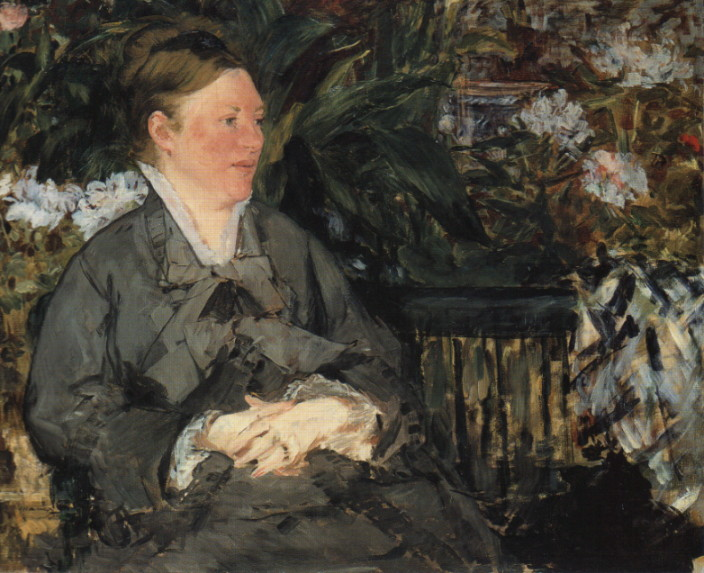
Мадам Мане в оранжереї, 1879, Національний музей мистецтва, архітектури і дизайну,Осло.
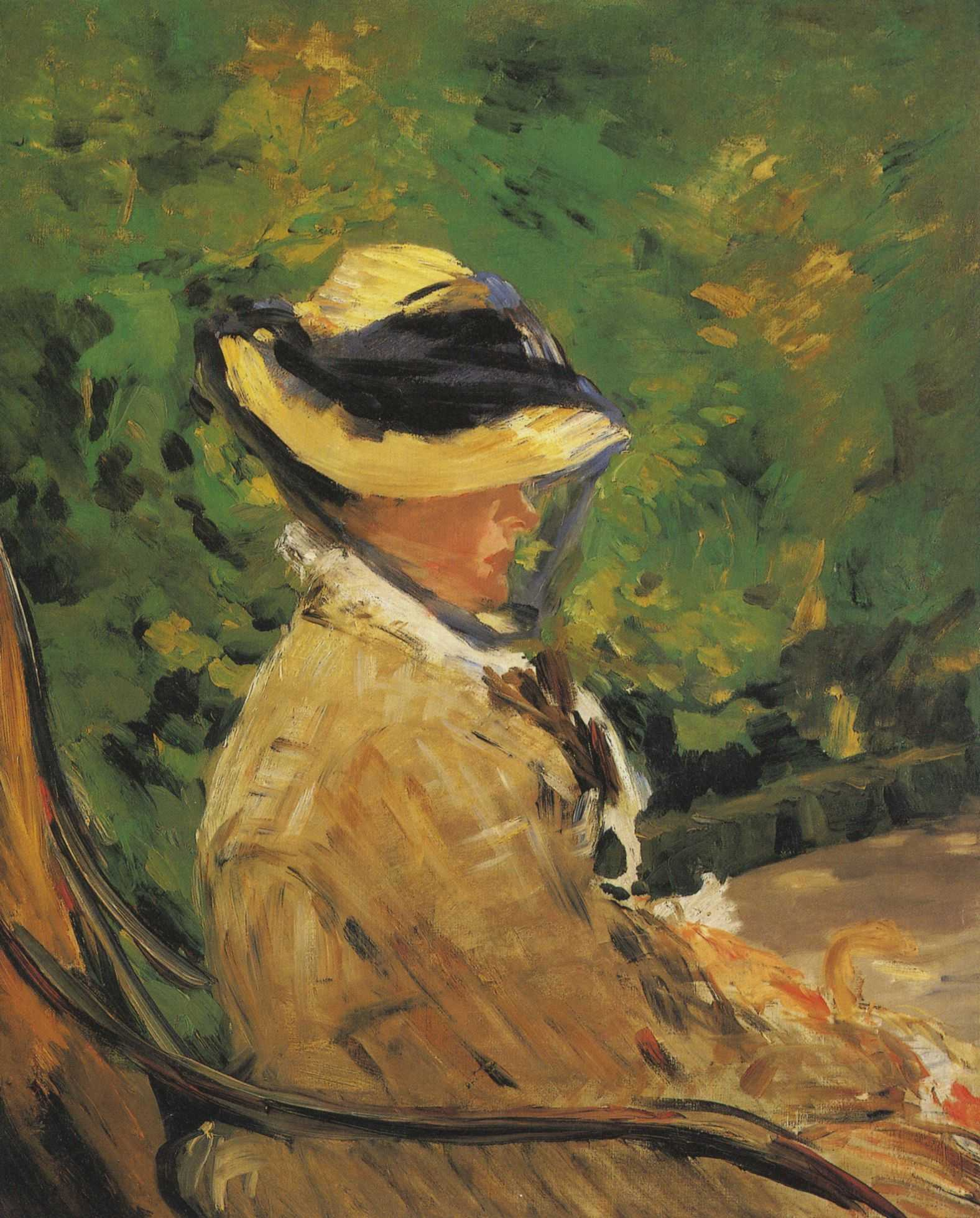
Мадам Мане в  Белв'ю, 1880, Музей мистецтва Метрополітен, New York.